# جان هيرت
جان هيرت (بالتشيكية: Jan Hirt )‏ (و. 1991  م) هو راكب دراجة هوائية تشيكي، ولد في تربيتش، شارك في طواف إيطاليا 2017، مركز لعبه هو متخصص التسلق ‏.

## سجل الفوز

### سباقات أو مراحل فاز بها
| التاريخ        | السباق                 | المركز                                                                  |
| -------------- | ---------------------- | ----------------------------------------------------------------------- |
| 11 أغسطس 2012  | طواف أين 2012          | الثامن في تصنيف أفضل شاب                                                |
| 05 مايو 2013   | طواف أذربيجان 2013     | الثاني في تصنيف الجبال                                                  |
| 26 مايو 2013   | 2013 Peace Race U23    | الثاني في التصنيف العام، الرابع في تصنيف الجبال، السادس في تصنيف النقاط |
| 03 أغسطس 2014  | 2014 Tour Alsace       |                                                                         |
| 12 يوليو 2015  | طواف النمسا 2015       |                                                                         |
| 01 مايو 2016   | طواف تركيا 2016        | التاسع في تصنيف الجبال                                                  |
| 09 يوليو 2016  | طواف النمسا 2016       | الفائز في التصنيف العام                                                 |
| 23 أبريل 2017  | طواف كرواتيا 2017      | العاشر في تصنيف النقاط، الثالث في التصنيف العام                         |
| 28 مايو 2017   | طواف إيطاليا 2017      | المرتبة 12 في التصنيف العام                                             |
| 25 أغسطس 2017  | Pro Ötztaler 5500 2017 | السادس في التصنيف العام                                                 |
| 20 أبريل 2018  | جيرو ديل ترينتينو 2018 | العاشر في التصنيف العام                                                 |
| 15 فبراير 2022 | طواف عمان 2022         | الفائز في التصنيف العام                                                 |

## روابط خارجية
- جان هيرت على موقع الاتحاد الدولي للدراجات (الإنجليزية)
- جان هيرت على موقع أرشيف الدراجات (الإنجليزية)
- جان هيرت على موقع إحصائيات الدراجات الإحترافية (الإنجليزية)
- جان هيرت على موقع نسبة الدراجات (الإنجليزية)
- جان هيرت على موقع CycleBase (الإنجليزية)